# 佐々木昭博
佐々木昭博（ささき あきひろ、1952年〈昭和27年〉 - ）は、日本の農水官僚。農林水産省農林水産技術会議事務局長や、福島県農業総合センター所長、農業・食品産業技術総合研究機構副理事長、東京農業大学参与などを歴任した。

## 来歴
北海道大学農学部卒業後、1975年（昭和50年）、農林省入省。
1994年（平成6年）、北海道大学から博士（農学）の学位を取得。
2000年（平成12年）、北海道農業試験場作物開発部長に就任。
2001年（平成13年）、農林水産技術会議事務局研究開発企画官に就任。
2005年（平成17年）、九州農政局次長に就任。
2006年（平成15年）、農林水産技術会議事務局研究総務官に就任。
2007年（平成19年）、農林水産省大臣官房審議官兼生産局に就任。
2008年（平成20年）、農林水産技術会議事務局長に就任。
福島県農業総合センター所長を経て、2014年（平成26年）、独立行政法人農業・食品産業技術総合研究機構副理事長に就任。
同年、日本農学アカデミー副会長に就任。
2015年（平成27年）、実践総合農学会副会長に就任。
2016年（平成28年）、公益財団法人農学会理事に就任。
2018年（平成30年）、東京農業大学総合研究所客員教授に就任。
2019年（平成31年）、山梨県農業技術会議委員に就任。
2020年（令和2年）、東京農業大学農生命科学研究所客員教授に就任。
2021年（令和3年）、日本農業研究所評議員に就任。
2022年（令和4年）、瑞宝中綬章受章。
東京農業大学参与、中央農業総合研究センター所長、公益財団法人日本特産農産物協会理事長なども歴任した。

## 受賞
- 日本育種学会賞 1992年[5]
- 日本育種学会賞 2002年[5]